# Arrozacja
Arrozacja – podwyższenie lub odnawianie pożyczki polegające na uzależnieniu uznania dawnej pożyczki od dopłaty do obligacji.